# Championnat de Croatie masculin de volley-ball
Le Championnat de Croatie masculin de volley-ball est une compétition annuelle regroupant les meilleurs clubs professionnels de volley-ball masculin de Croatie.

## Historique
Le Championnat de Croatie a débuté en 1992, à l'accession à l'indépendance de la Croatie.

## Participants (2024-2025)
| Club                    | Localisation   | Salle(s)                           | Capacité théorique |
| ----------------------- | -------------- | ---------------------------------- | ------------------ |
| Mladost Zagreb          | Zagreb         | Dom odbojke Bojan Stranić          | 1 500              |
| Ribola Kaštela          | Kaštela        | Gradska dvorana Kaštela            | ?                  |
| Mursa Osijek            | Osijek         | Dvorana Gradski vrt                | 3 538              |
| Međimurje Centrometal   | Nedelišće      | Nacionalni-gimnastički centar ATON | 1400               |
| Marsonia Slavonski Brod | Slavonski Brod | Športska dvorana Vijuš             | 2 150              |
| OK Varaždin             | Varaždin       | Varaždin Arena                     | 5 000              |
| OK Rovinj               | Rovinj         | Športska dvorana Gimnasium         | ?                  |
| MOK Rijeka              | Rijeka         | Dvorana Mladosti                   | 2 850              |
| OK Split                | Split          | Športski centar Bazeni Poljud      | 330                |
| OK Sisak                | Sisak          | Športska dvorana Brezovica         | 1 500              |

## Palmarès
| Année | Champion                   | Finaliste              | Troisième               |
| ----- | -------------------------- | ---------------------- | ----------------------- |
| 1992  | Mladost Zagreb             | Željezničar Osijek     | MOK Rijeka              |
| 1993  | Mladost Zagreb             | Željezničar Osijek     | OK Novi Zagreb          |
| 1994  | Mladost Zagreb             | Željezničar Osijek     | MOK Rijeka              |
| 1995  | Mladost Zagreb             | Metalac Osijek         | Željezničar Osijek      |
| 1996  | Mladost Zagreb             | Metalac Osijek         | OK Varaždin             |
| 1997  | Mladost Zagreb             | Akademičar Zagreb      | OK Varaždin             |
| 1998  | Mladost Zagreb             | Akademičar Zagreb      | Pauk Domaljevac Županja |
| 1999  | Mladost Zagreb             | OK Daruvar             | Pauk Domaljevac Županja |
| 2000  | Mladost Zagreb             | Mladost Kaštel Lukšić  | MOK Rijeka              |
| 2001  | Mladost Zagreb             | MOK Rijeka             | OK Electromagic         |
| 2002  | Mladost Zagreb             | MOK Osijek             | OK Varaždin             |
| 2003  | Mladost Zagreb             | OK Varaždin            | MOK Osijek              |
| 2004  | OK Varaždin                | Mladost Zagreb         | OK Karlovac             |
| 2005  | OK Varaždin (2)            | Mladost Zagreb         | MOK Rijeka              |
| 2006  | Mladost Zagreb             | OK Karlovač            | OK Varaždin             |
| 2007  | Mladost Zagreb             | OK Varaždin            | OK Karlovač             |
| 2008  | Mladost Zagreb             | MOK Zagreb             | OK Varaždin             |
| 2009  | MOK Zagreb (1)             | Mladost Zagreb         | OK Karlovač             |
| 2010  | Mladost Zagreb (16)        | Mladost Kaštel Lukšić  | OK Varaždin             |
| 2011  | Mladost Zagreb (16)        | Mladost Marina Kaštela | OK Daruvar              |
| 2012  | Mladost Marina Kaštela (1) | Mladost Zagreb         | OK Sisak                |
| 2013  | Mladost Marina Kaštela (2) | Mursa Osijek           | Mladost Zagreb          |
| 2014  | Mladost Marina Kaštela (3) | Mladost Zagreb         | OK Rovinj               |
| 2015  | Mladost Marina Kaštela (4) | Mladost Zagreb         | Mursa Osijek            |
| 2016  | Mladost Marina Kaštela (5) | Mladost Zagreb         | Međimurje Centrometal   |
| 2017  | Mladost Marina Kaštela (6) | Mladost Zagreb         | MOK Rijeka              |
| 2018  | Mladost Zagreb (17)        | Mladost Marina Kaštela | Mursa Osijek            |
| 2019  | Mladost Zagreb (18)        | Mladost Marina Kaštela | MOK Rijeka              |
| 2020  | Mladost Marina Kaštela (7) | Mladost Zagreb         | Mursa Osijek            |
| 2021  | Mladost Zagreb (19)        | Mursa Osijek           | OK Split                |
| 2022  | Mladost Zagreb (20)        | Mursa Osijek           | Mladost Marina Kaštela  |
| 2023  | Mladost Zagreb (21)        | Mursa Osijek           | Mladost Marina Kaštela  |
| 2024  | Mladost Zagreb (22)        | Mladost Marina Kaštela | Mursa Osijek            |